# Antonín Moskalyk
Antonín Moskalyk (Khust, 11 de novembre de 1930 – Brno, 27 de gener de 2006) va ser un guionista i director de cinema txec.

## Trajectòria
Va néixer a Khust en la que aleshores era a la Rutènia subcarpàtica, l'actual Ucraïna. El seu pare, com a oficial tsarista, va haver d'abandonar la seva Ucraïna natal després de 1917. Va passar la seva joventut al camp a Šlapanice, a prop de Brno, on el seu pare ensenyava a una escola local. La mare era de la família aristocràtica hongaresa von Galgoczi. Després de graduar-se a l'escola de gramàtica de Brno, va estudiar direcció a la Facultat de Teatre de l'Acadèmia d'Arts Escèniques de Praga. Va acabar els seus estudis el 1958. Fins a la seva jubilació el 1991, va treballar com a director i guionista a la Televisió Txecoslovaca. Durant la seva vida, va realitzar una vintena de pel·lícules de televisió i unes 450 produccions i programes de televisió.

## Filmografia
- 1965 Modlitba pro Kateřinu Horovitzovou
- 1967 Dita Saxová
- 1971 Babička
- 1981 Zahradní děti
- 1982 Třetí princ
- 1986 Panoptikum města pražského
- 1986 Kukačka v temném lese
- 1989 Dobrodružství kriminalistiky
- 2000 Četnické humoresky